# Mongolia Cup 2018
Der Mongolia Cup 2018, auch als MFF Cup oder MFF Tsom bekannt, war ein jährlich stattfindender Pokalwettbewerb in der Mongolei. Organisiert wurde der Wettbewerb vom mongolischen Verband, der Mongolian Football Federation. Der Wettbewerb endete mit dem Endspiel am 3. Oktober 2018. Titelverteidiger war Ulaanbaatar City FC.

## Achtelfinale
| Datum          |                               | Ergebnis        |                            |
| -------------- | ----------------------------- | --------------- | -------------------------- |
| 15. Juli 2018  | Ulaanbaataryn Mazaalaynuud FC | 0:6             | Khangarid FC               |
| 15. Juli 2018  | Erchim FC                     | 6:3             | Western FC                 |
| 15. Juli 2018  | Khoromkhon Club               | 1:0             | Khovd FC                   |
| 16. Juli 2018  | Khan-Uul Duureg               | 3:5             | DMU FC                     |
| 17. Juli 2018  | Ulaanbaatar City FC           | 2:2 (4:3 i. E.) | Deren FC                   |
| 24. Juli 2018  | FC Ulaanbaatar                | 0:0 (3:4 i. E.) | Anduud City FC             |
| 25. Juli 2018  | SP Falcons                    | 0:1             | Ulaanbaataryn Unaganuud FC |
| 1. August 2018 | Athletic 220 FC               | 18:0            | Nomadic Hunters FC         |

## Viertelfinale
| Datum           |                 | Ergebnis |                            |
| --------------- | --------------- | -------- | -------------------------- |
| 7. August 2018  | Anduud City FC  | 0:2      | Ulaanbaatar City FC        |
| 8. August 2018  | Erchim FC       | 2:0      | Ulaanbaataryn Unaganuud FC |
| 9. August 2018  | Athletic 220 FC | 5:3      | Khoromkhon Club            |
| 17. August 2018 | DMU FC          | 0:9      | Khangarid FC               |

## Halbfinale
| Datum              |                     | Ergebnis        |              |
| ------------------ | ------------------- | --------------- | ------------ |
| 11. September 2018 | Ulaanbaatar City FC | 3:3 (4:2 i. E.) | Khangarid FC |
| 12. September 2018 | Athletic 220 FC     | 4:2             | Erchim FC    |

## Finale
| Datum           |                 | Ergebnis |                     |
| --------------- | --------------- | -------- | ------------------- |
| 3. Oktober 2018 | Athletic 220 FC | 2:0      | Ulaanbaatar City FC |